# Sonia Zaghetto
Sonia Zaghetto (Belém do Pará) é uma jornalista e escritora brasileira. É autora do livro História de Oiapoque, publicado pelo Senado Federal, em 2019, e finalista do IX Prêmio Kindle de Literatura de 2024 com seu romance de estreia, Histórias Escritas na Água [2].

## Biografia
Sonia Zaghetto nasceu em Belém do Pará, passou a infância em Oiapoque (AP) e trabalhou como jornalista em Brasília desde 1995. É formada em letras/literatura e em jornalismo pela Universidade Federal do Pará (UFPA).
Em 2021, lançou "Crônicas do Vento de Abril", pela Editora Tagore.
É co-autora da série de contos "A página em branco dos teus olhos", de 2020. No ano de 2021, publicou "O Correio" uma tradução da obra "The Post-Office", do poeta indiano Rabindranath Tagore.
Em 2022, organizou a edição brasileira de "A Room of One’s Own", de Virginia Woolf, com o título "Um Quarto só para si". Nessa edição, Sonia assinou prefácio, um ensaio e as 150 notas explicativas.
Em agosto de 2024, Sonia Zaghetto lançou seu primeiro romance Histórias Escritas na Água, que se tornou um dos cinco finalistas do Nono Prêmio Kindle de Literatura. O livro é descrito como "uma galeria de personas desoladas expostas em seus dramas e erros, fragilidades e pesadelos, escravizadas por paixões e medos. Uma alegoria da humanidade em sua finitude, realizada com a delicadeza e a mão levíssima de uma autora guiada pela compaixão, num texto impregnado de lirismo". 

## Livros
- História de Oiapoque, Senado Federal, 2019;
- A página em branco dos teus olhos, 2020;

- Crônicas do vento de abril, Editora Tagore/Senhor Corvo, 2021;[10]
- Histórias escritas na água, 2024.